# Peasiella lutulenta
Peasiella lutulenta là một loài ốc biển, là động vật thân mềm chân bụng sống ở biển trong họ Littorinidae.